# Bufotes balearicus
Il rospo smeraldino (Bufotes balearicus (Boettger, 1880)), detto anche rospo smeraldino appenninico, è un anfibio anuro della famiglia Bufonidae.

## Descrizione
B. balearicus è un tipico rospo, in quanto presenta un corpo tozzo e tondeggiante ricoperto di verruche e bitorzoli. La livrea è marrone-brunastra e grigio-bianca nelle parti inferiori e sul ventre con ampie macchie verdi. Per la livrea viene spesso confuso con altre specie: Bufotes viridis o Bufotes boulengeri siculus. I maschi, parecchio più piccoli delle femmine, posseggono una sacca vocale bianco-gialla.

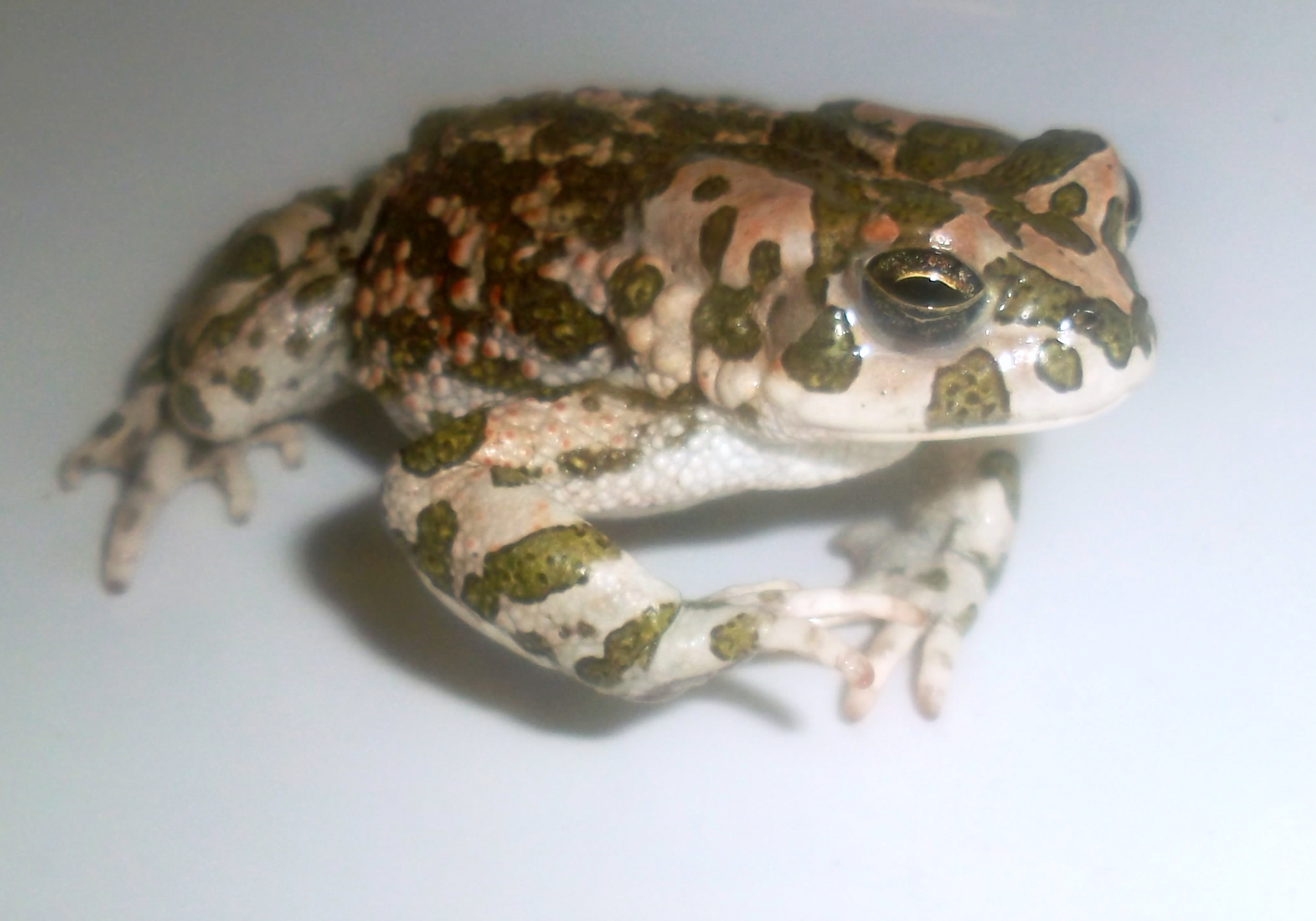
Esemplare presente nel grossetano
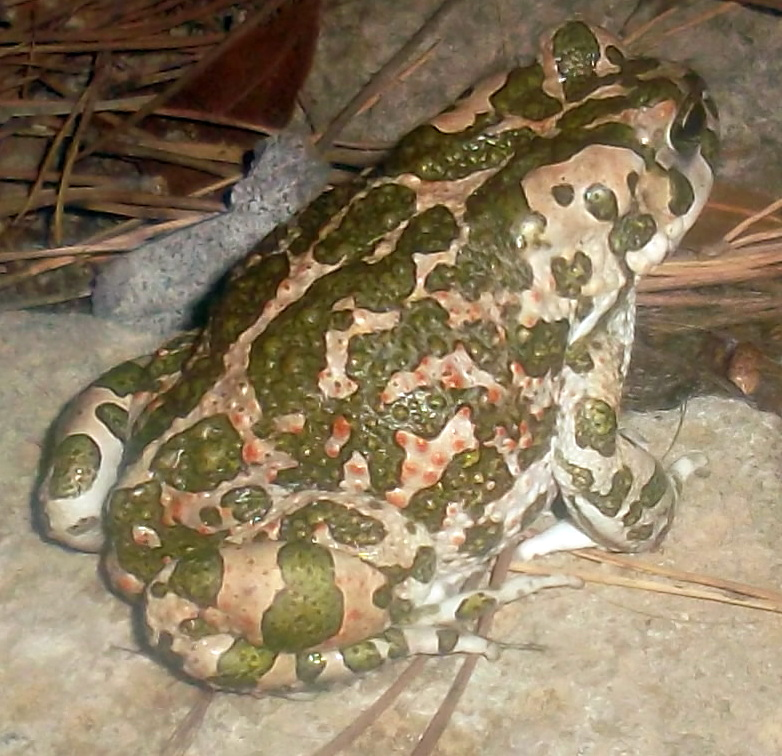
Esemplare presente nel grossetano
- Esemplare immortalato a San Vincenzo, in Toscana, mentre richiama i suoi simili.
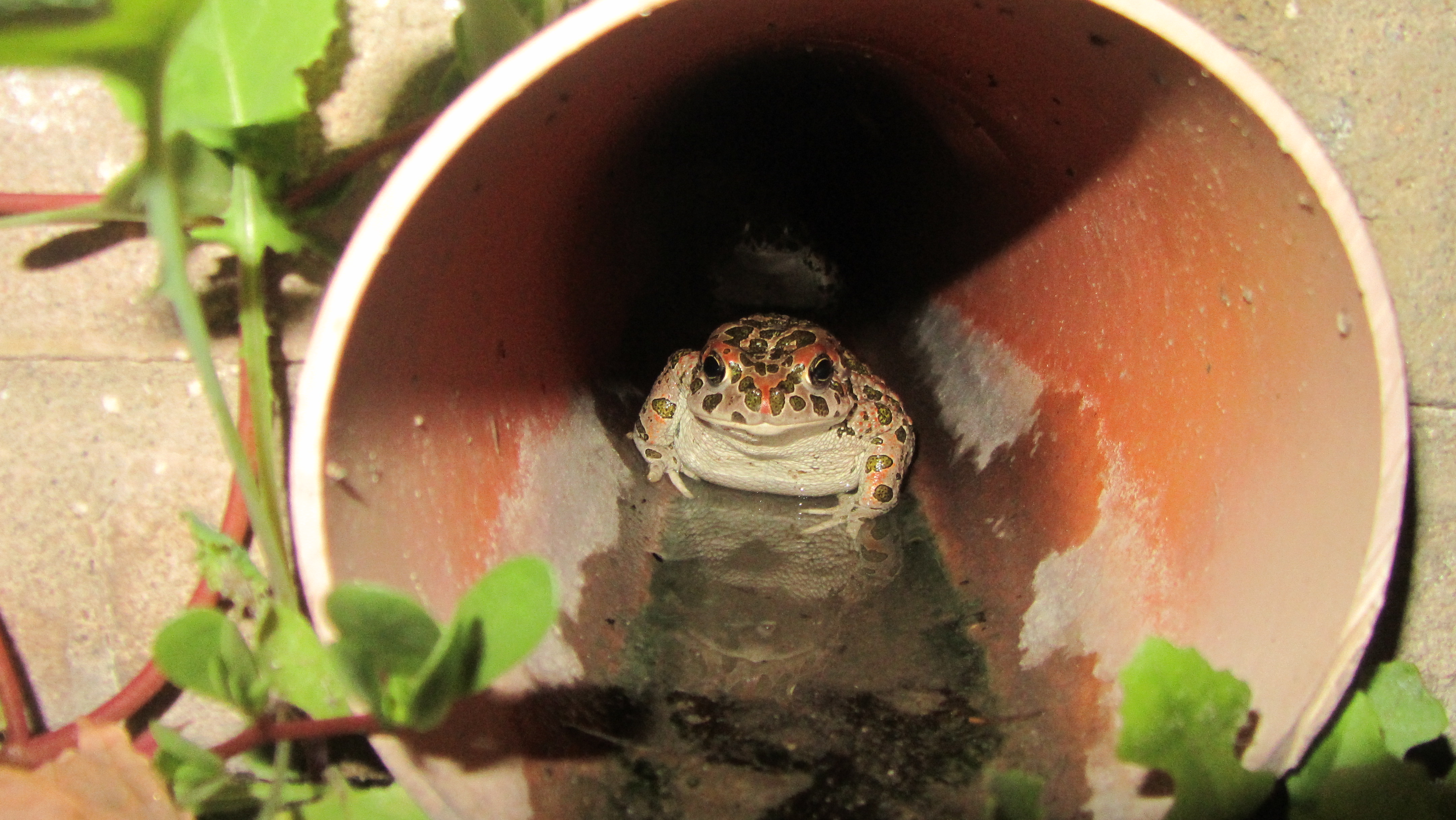
Rospo smeraldino in un condotto fognario

## Distribuzione e habitat
Questa specie è presente nelle isole Baleari, in Corsica, in quasi tutta Italia, compresa la Sardegna, ed in una limitata area della Sicilia orientale.

## Tassonomia
Un tempo era classificato come Bufo viridis; in epoca recente è stato riconosciuto come entità distinta. Secondo qualche autore sarebbe più corretto chiamarlo Bufo lineatus.
Alcuni autori attribuiscono questa specie, assieme alle altre del gruppo B. viridis, al genere Pseudepidalea (Pseudepidalea balearica). Tale attribuzione è stata duramente contestata da più parti e la sua adozione considerata quantomeno prematura, potendosi al più, secondo alcuni autori, ammetterne l'adozione a livello di rango subgenerico.